# Amblyseius dombeyus
Amblyseius dombeyus är en spindeldjursart som beskrevs av Denmark och Evans 1999. Amblyseius dombeyus ingår i släktet Amblyseius och familjen Phytoseiidae. Inga underarter finns listade i Catalogue of Life.